# دانشگاه پلی‌تکنیک فلسطین

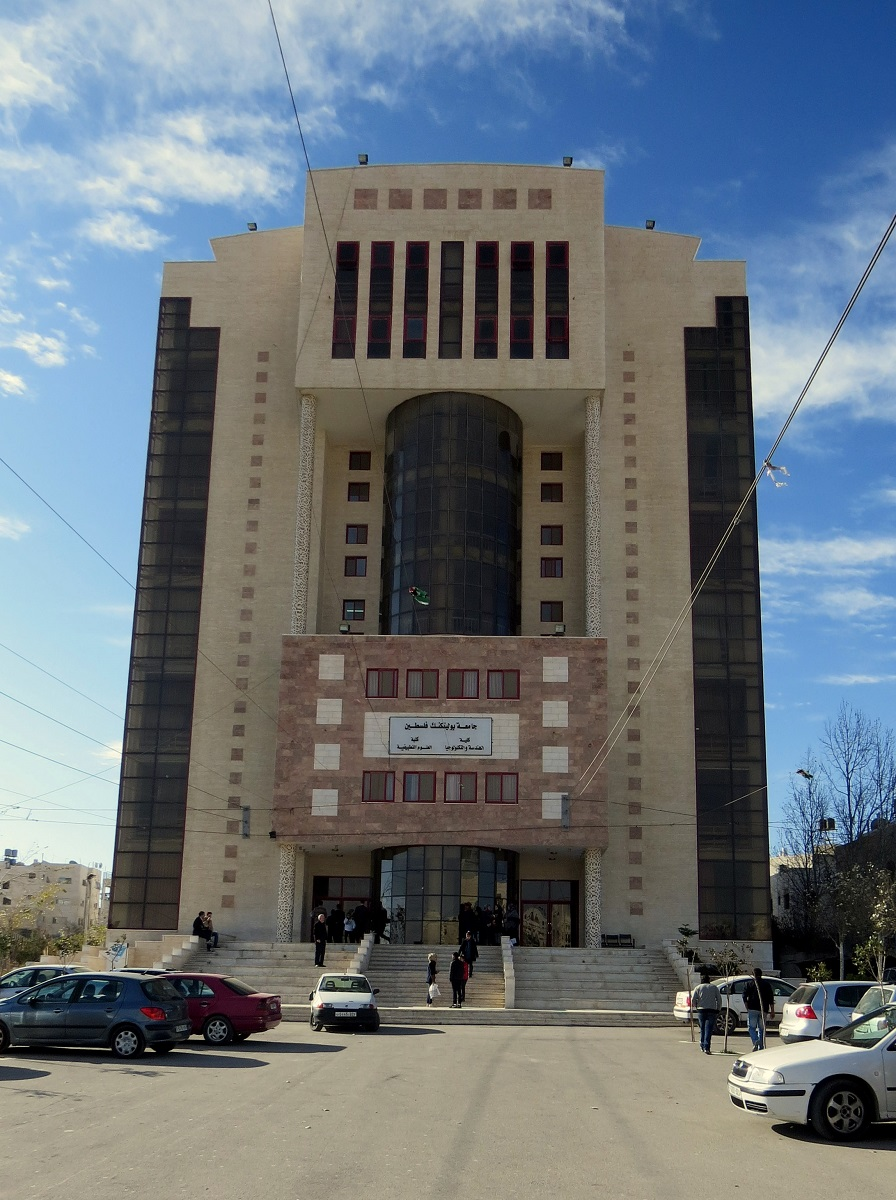
دانشکده‌ی مهندسی و علوم‌کاربردی

دانشگاه پلی تکنیک فلسطین (به عربی: جامعة بولیتكنك فلسطین) یک دانشگاه واقع در الخلیل، کرانه باختری، فلسطین است. این آموزشگاه در سال ۱۹۷۸ توسط اتحادیه فارغ التحصیلان دانشگاه، یک سازمان غیرانتفاعی در الخلیل تأسیس شد. در سال ۲۰۰۷ پذیرش این دانشگاه از ۵٬۰۰۰ دانشجو فراتر رفت.
دانشگاه پلی‌تکنیک فلسطین پنج دانشکده دارد: دانشکده مهندسی، دانشکده فناوری اطلاعات و مهندسی کامپیوتر، دانشکده علوم کاربردی، دانشکده علوم اداری و انفورماتیک و دانشکده مشاغل کاربردی.
این دانشگاه یک مدرک کارشناسی ارشد در مکاترونیک، ریاضیات، بیوتکنولوژی و انفورماتیک ارائه می‌دهد. مدارک دیپلم دو ساله و از سال ۱۹۹۰ مدرک کارشناسی مهندسی را ارائه می‌دهد.
دانشگاه پلی‌تکنیک فلسطین توسط وزارت تحصیلات عالی فلسطین به رسمیت شناخته‌شده و عضوی فعال در کنفرانس رکتور دانشگاه‌های فلسطین، در اتحادیه دانشگاه‌های اسلامی، در اتحادیه دانشگاه‌های عربی و در اتحادیه دانشگاه‌های جهانی است.

## اهداف
اهداف اصلی دانشگاه عبارتند از:
1. اطمینان از کیفیت در برنامه‌های دانشگاهی.
2. اطمینان از کیفیت در مسائل اداری.
3. تشویق تحقیقات علمی.
4. ارتباط مؤثر با جوامع محلی.
5. دستیابی به خود کفایی کامل مالی.
6. تقویت فضای دانشگاه و فعالیت‌های فوق برنامه.

دانشگاه پلی‌تکنیک فلسطین تأکید ویژه‌ای بر روابط خود با جامعه محلی دارد.